# ماتي روبسون
ماتي روبسون (بالإنجليزية: Matty Robson)‏ هو لاعب كرة قدم بريطاني في مركز ظهير ‏، ولد في 23 يناير 1985 في Spennymoor ‏ في المملكة المتحدة. لعب مع نادي غيتزهد ونادي كارلايل يونايتد ونادي هارتلبول يونايتد.

## وصلات خارجية
- ماتي روبسون على موقع قاعدة بيانات كرة القدم.إي يو (الإنجليزية)
- ماتي روبسون على موقع Soccerbase.com (لاعب) (الإنجليزية)